# ハンブルク州立歌劇場
ハンブルク州立歌劇場（ドイツ語: Hamburgische Staatsoper）は、ドイツの主要歌劇場の一つ。ゲンゼマルクト区にほど近い、1678年設立されたドイツ最古の公衆歌劇場である。現在は、ハンブルク州立オペラ、ハンブルク・フィルハーモニカー、ハンブルク・バレエ団の本拠地となっている。 

## 概要
ハンブルクの歌劇場の歴史は、1678年1月2日、オーパー・アム・ゲンゼマルクトがヨハン・タイレ作曲の聖書に題材をとったジングシュピールの上演で幕を開けたときまで遡る。これは、宮廷劇場ではなく、ハンザ同盟加入都市の中でも富裕だったハンブルクの芸術を愛する市民らが主体となって設立した初の公衆劇場であった。
当時圧倒的だったイタリア風の様式に対抗する存在として、ハンブルク国民オペラはドイツのバロック音楽をリードする場所となる。1703年、ゲオルク・フリードリヒ・ヘンデルがヴァイオリン及びハープシコード奏者として加入する。それから間もなくして、1705年に、ハンブルクでヘンデルのオペラ『ネロ』の世界初演が行われる。
1721年、ドイツ・バロック音楽の中心人物だったゲオルク・フィリップ・テレマンがハンブルク・オペラに加わる。その後数年のうちにクリストフ・ヴィリバルト・グルック、 ヨハン・アドルフ・ハッセのほか、様々なイタリアのカンパニーが客演した。

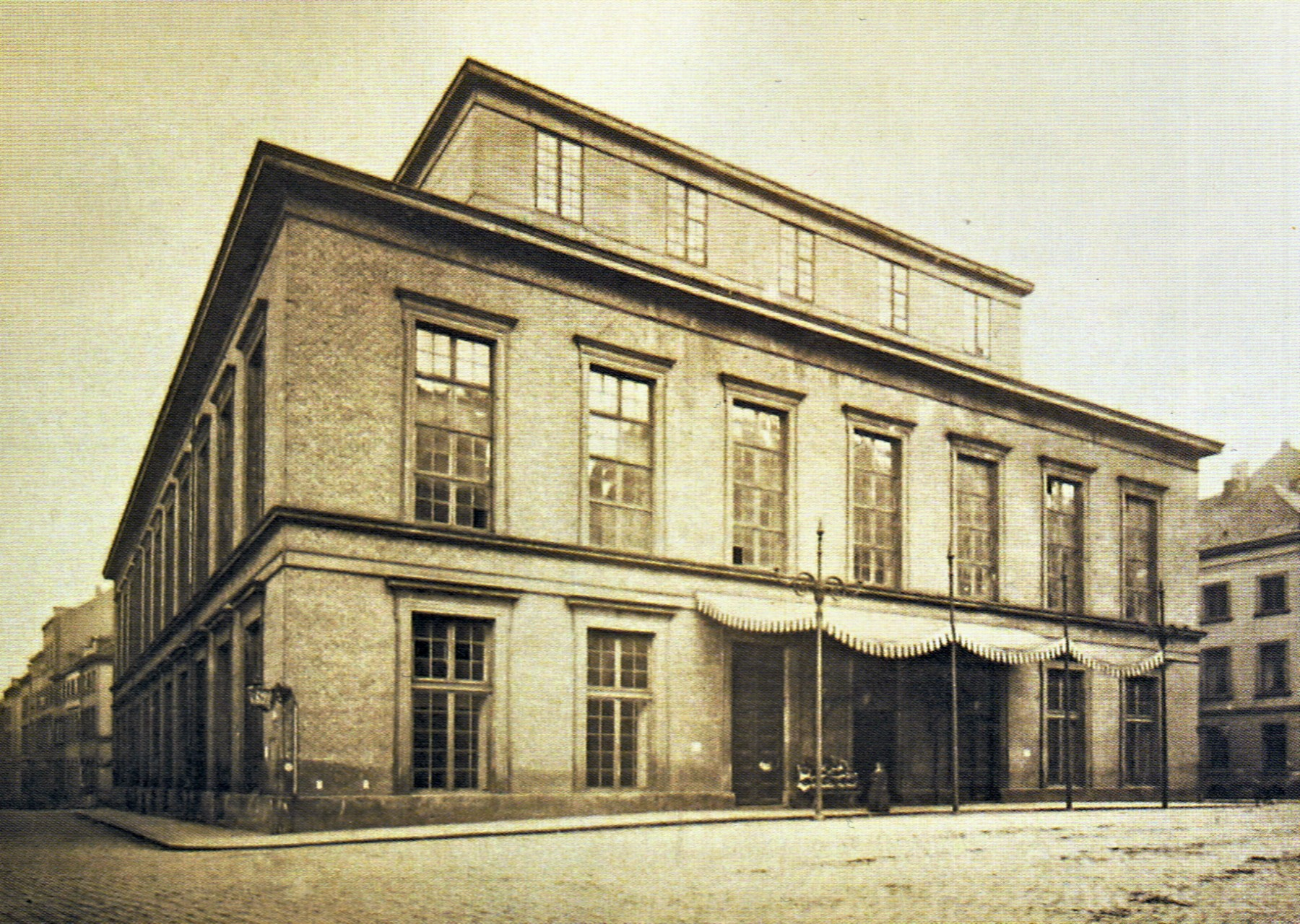
1827年に建設された州立歌劇場

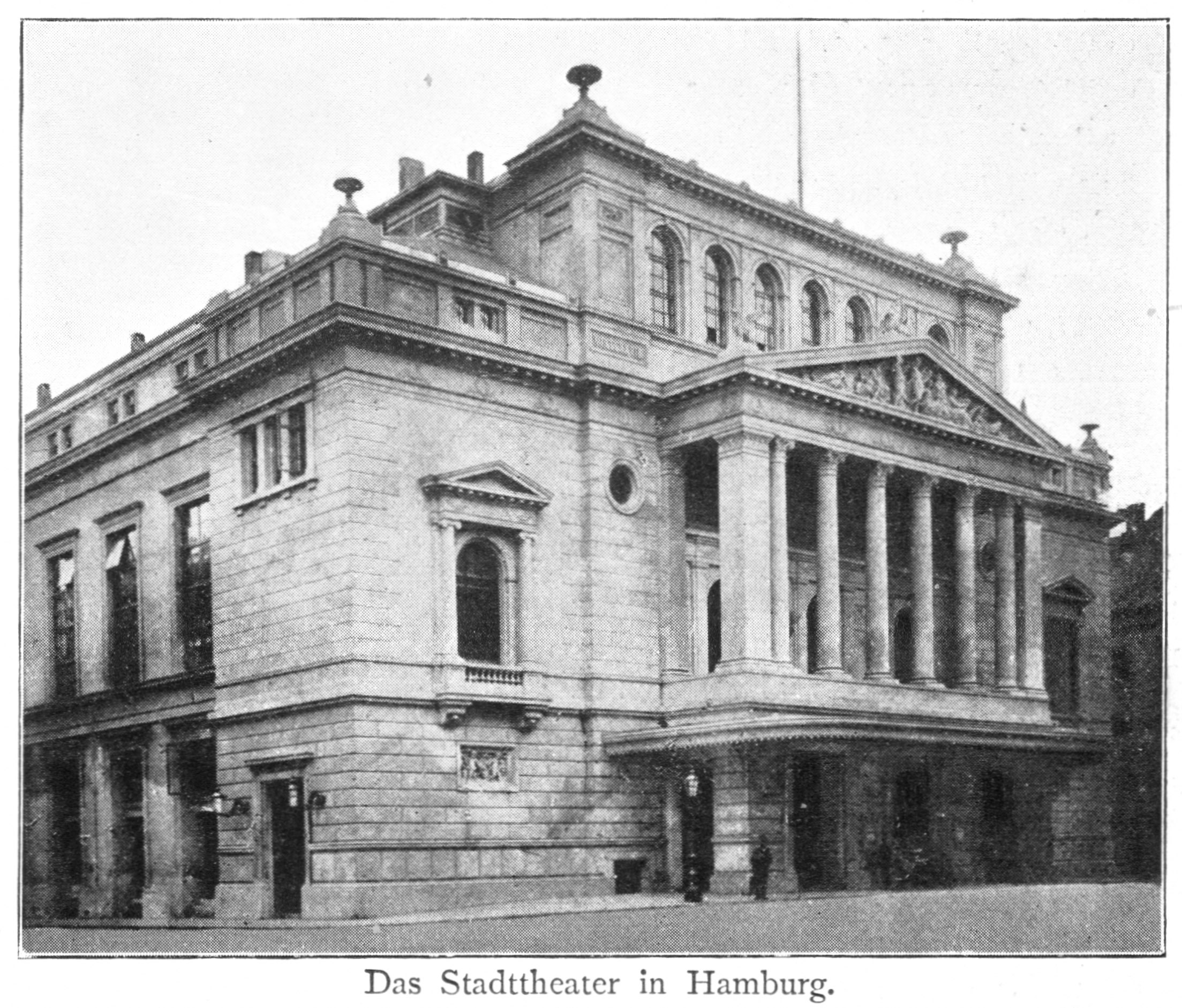
改装後の建物（1890年）。1943年に破壊された。

1826年5月18日、老朽化した木造建築に替わるものとして、現在のハンブルク州立歌劇場がある位置で、新たな州立劇場の建築に着手する。新劇場は収容人数が2800名、着工から1年足らずで完成し、ベートーヴェンの劇付随音楽エグモントでこけら落としが行われた。
1873年に建物の改装が行われ、外装と内装のいずれもが当時主流だったグリュンダーツァイト様式へと生まれ変わる。1891年には、電気式の照明が導入された。
1879年、ベルンハルト・ポリーニ芸術監督の時代に『リング・チクルス』を初めて上演する。ワーグナーが死去した1883年には、そのオペラ作品9作を演奏する企画を始めた。芸術監督を務めたハンス・フォン・ビューロー（1887年から1890年まで）、グスタフ・マーラー（1891年から1897年まで）によって歌劇場の名声はさらに高まった。
20世紀初頭、オペラは劇場の主要なレパートリーとなった。1907-08年のシーズンでは、321の公演中282がオペラ公演であった。州立歌劇場では、すでに評価の確立した作品ばかりではなく、パウル・ヒンデミット『聖スザンナ』、イーゴリ・ストラヴィンスキー『兵士の物語』、エルンスト・クルシェネク『ジョニーは演奏する』、レオシュ・ヤナーチェク『イェヌーファ』といった新作の上演も行っていた。フェルッチョ・ブゾーニ作『花嫁選び』（1912年）と、エーリヒ・ヴォルフガング・コルンゴルト作『死の都』（1920年）の世界初演は、いずれもハンブルクで行われている。1930年代にヒトラーが権力を握ると、歌劇場はハンブルク州立オペラ（Hamburgische Staatsoper）と改称された。
1943年8月2日夜、ホールとその付近の建物は、焼夷弾爆撃による空襲によって破壊された。低空飛行する爆撃機が、石油やリンを装填した弾を屋根に投下し、ホールは舞台部分を除いて灰塵に帰した。
現在の歌劇場の建物のこけら落とし公演は、1955年10月15日、モーツァルトの『魔笛』で行われた。ハンブルク州立歌劇場は、ハンス・ヴェルナー・ヘンツェ作『ホンブルクの王子』（1960年）、ストラヴィンスキーの『洪水』（1963年）、ジャン＝カルロ・メノッティ作『助けて！助けて！グロボリンクスだ！』（1968年）、マウリツィオ・カーゲル作『国立劇場』（1971年）といった新しい作品の上演に継続して力を入れている。
1967年、ヨアヒム・ヘス芸術監督の時代に、オペラカンパニーとして初めてオペラのカラーテレビ放送を行う。演目は『フィガロの結婚』のドイツ語翻訳版（Die Hochzeit des Figaro）だった。テレビ用のプロダクションのうち10作は、アルトハウス・ムジーク社によって『1970年代のカルト・オペラ』としてDVDでリリースされている。これらの作品は、原語の如何にかかわらず、すべてドイツ語で上演されていた（原語について、6作はドイツ語、1作はフランス語、2作は英語、残り1作はイタリア語であった）。
最近では、ヴォルフガング・リーム作『メキシコの征服』（1992年）、ヘルムート・ラッヘンマン作『マッチ売りの少女』（1997年）の世界初演を行い、国際的に高い評価を受けた。カンパニーは、1997年及び2005年に、ドイツ、オペルンヴェルト誌の「オペラハウス・オブ・ザ・イヤー」賞を受賞している。
2005年6月、シーズン初めに、オーストラリアの指揮者シモーネ・ヤングが芸術監督兼首席指揮者に就任した。その後任として、2015/16年シーズン以降はジョルジュ・デルノンが総裁、ケント・ナガノが首席指揮者を務めている。